# Vredens dag (film, 1972)
Vredens dag (engelska: The Wrath of God) är en amerikansk westernfilm från 1972 i regi av Ralph Nelson. Filmen är baserad på en roman av Jack Higgins. I huvudrollerna ses Robert Mitchum, Frank Langella, Rita Hayworth och Victor Buono.

## Rollista i urval
- Robert Mitchum - Fader Oliver Van Horne
- Frank Langella - Tomas de la Plata
- Rita Hayworth - Senora de la Plata
- Victor Buono - Jennings
- Ken Hutchison - Emmet Keogh
- Paula Pritchett - Chela